# Raduga KSR-5

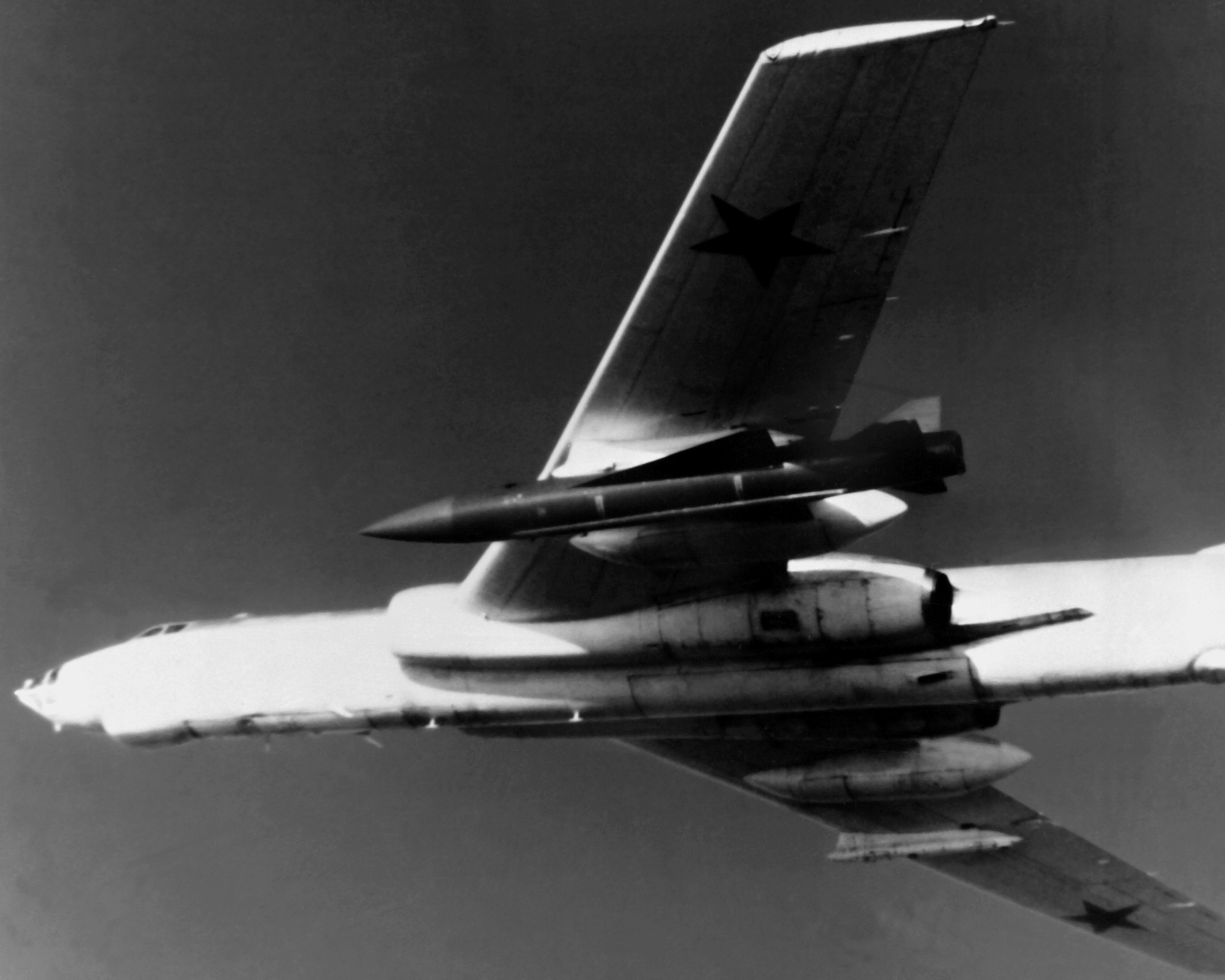
Tu-16 'Badger-G' with KSR-5 under port wing

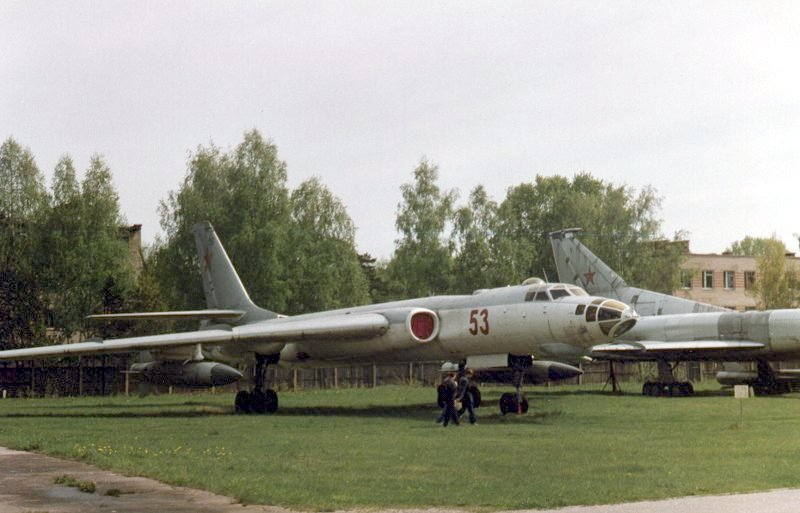
Tu-16K with a missile under each wing

Raduga KSR-5 (tên ký hiệu của NATO AS-6 Kingfish) là một loại tên lửa chống tàu và tên lửa hành trình tầm xa phóng từ trên không, được phát triển bởi Liên Xô.

## Các biến thể
Raduga KSR-5 được phát triển thành vài biến thể cho các nhiệm vụ tiêu diệt mục tiêu ở mặt đất và trên biển. Tên lửa được thiết kế có thể mang được đầu đạn hạt nhân thông thường.

## Lịch sử hoạt động
Raduga KSR-5 được phát triển cho các loại máy bay ném bom của Liên Xô như Tupolev Tu-16, và các biến thể của Tu-16 là Tu-16K-26, Tu-16KSR-2-5, và Tu-16KSR-2-5-11.

## Quốc gia sử dụng
Liên Xô

## Thông số kỹ thuật
- Chiều dài: 10 m (35 feet)
- Sải cánh: 2.5 m (9 feet)
- Đường kính: 0.9 m (3 feet)
- Trọng lượng phóng: 4,000 kg (8,800 lbs.)
- Tốc độ: Mach 3.5
- Tầm bay: 300 – 700 km (185 miles)
- Hệ thống dẫn đường: Radar chủ động hoặc chống radar
- Đầu nổ: 1000 kg (2,200 lbs.) HE hoặc đầu nổ hạt nhân 350 kT